# Дегерстедт, Эмма
Эмма Дегерстедт (англ. Emma Degerstedt; род. 13 апреля 1992) — американская актриса кино и телевидения, певица.

## Карьера
Снялась в роли Марис в телесериале Nickelodeon «Нетакая». Выступала в театре, в пьесе «13», производства 2007, где сыграла роль Кендру.
В 2003 году сыграла в постановке «Дитя июня», производства Gypsy. В июне 2007 года участвовала в телевизионном шоу 2007 Miller Children’s Torch Run Celebrities. В том же году снялась в одном эпизоде ситкома ABC «Кто Саманта?». В 2010 году сыграла роль Барбары в постановке «Тёмная сторона Луны» в Huntington Beach Academy for the Performing Arts.
Также занимается танцами и поёт. В декабре 2012 года участвовала в бродвейской постановке Kritzerland Records' Christmas with a Little Bit of Hannukah and a Lot of Cheer, где исполнила две песни: «Be A Santa» и «Santa Baby». В настоящее время обучается в Калифорнийском университете в Лос-Анджелесе. Имеет шведское происхождение.

## Фильмография
| Фильм | Фильм                                 | Фильм    | Фильм                 |
| Год   | Название                              | Роль     | Примечание            |
| ----- | ------------------------------------- | -------- | --------------------- |
| 2008  | Загадочная история Бенджамина Баттона | Балерина | (в титрах не указана) |

| Телевидение | Телевидение            | Телевидение          | Телевидение                            |
| Год         | Название               | Роль                 | Примечание                             |
| ----------- | ---------------------- | -------------------- | -------------------------------------- |
| 2008        | Жизнь как приговор     | Карли Бриммер        | Эпизод: «Чувствовали ли вы?»           |
| 2008        | Теория Большого взрыва | Эмма                 | Эпизод: «Иерусалимская двойственность» |
| 2004 2007   | Нетакая                | Марис                | 32 эпизода                             |
| 2007        | Кто такая Саманта?     | Саманта-подросток #2 | Эпизод: «Сдерживающий порядок»         |
| 2005        | Детектив Монк          | Бет                  | Эпизод: «Мистер Монк и маленькая Монк» |

| Театр     | Театр               | Театр     | Театр                       |
| Год       | Название            | Роль      | Примечание                  |
| --------- | ------------------- | --------- | --------------------------- |
| 2014      | Маленькая русалочка | Ариэль    | Broadway Touring Production |
| 2015-2016 | Блондинка в законе  | Элли Вудс | Broadway Touring Production |

## Награды и номинации
| Год  | Премия         | Номинация                                                           | Номинированная работа | Результат |
| ---- | -------------- | ------------------------------------------------------------------- | --------------------- | --------- |
| 2006 | Молодой актёр  | Лучший Молодой актёрский ансамбль в телесериале (комедия или драма) | Нетакая               | Номинация |
| 2007 | Молодой актёр  | Лучший Молодой актёрский ансамбль в телесериале (комедия или драма) | Нетакая               | Номинация |
| 2013 | Ovation Awards | Лучшая актриса в мюзикле                                            | Блондинка в законе    | Номинация |